# Salt Lake County
Salt Lake County je okres ve státě Utah v USA. K roku 2010 zde žilo 1 029 655 obyvatel. Celková rozloha okresu činí 2 092 km². Správním a největším městem okresu je Salt Lake City, které je rovněž hlavním městem Utahu.

## Sousední okresy
| Růžice kompasu |               | Davis County     | Morgan County  | Růžice kompasu |
| Růžice kompasu | Tooele County | Sever            | Summit County  | Růžice kompasu |
| Růžice kompasu | Tooele County | Salt Lake County | Summit County  | Růžice kompasu |
| Růžice kompasu | Tooele County | Jih              | Summit County  | Růžice kompasu |
| Růžice kompasu |               | Utah County      | Wasatch County | Růžice kompasu |